# Công nghệ thi công cọc nhồi bê tông

Đào đất bằng gầu Hammer grab

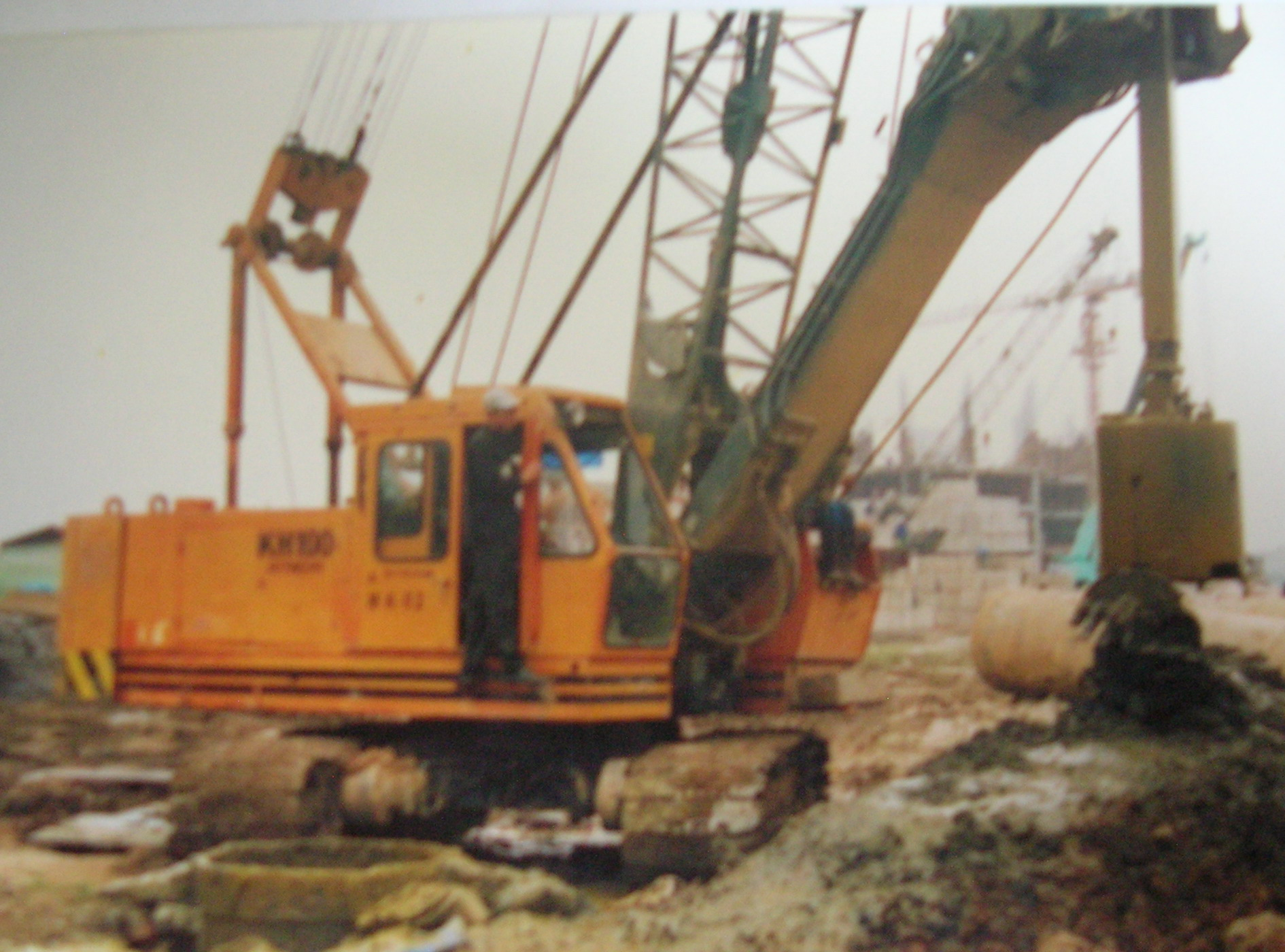
Máy khoan cần kenny

Công nghệ thi công cọc nhồi bê tông hay bê tông cốt thép là công nghệ đúc cọc bê tông tại chỗ vào trong nền đất (cast-in-place concrete pile).

## Phương pháp công nghệ chính

### Công nghệ thi công dùng dung dịch giữ thành vách hố đào
Phương pháp của công nghệ này là dùng thiết bị tạo lỗ lấy đất lên khỏi lỗ. Đồng thời bơm vào lỗ một loại dung dịch có khả năng tạo màng giữ thành vách hố đào và có trọng lượng riêng hơi nhỉnh hơn nước ngầm trong đất một chút để cân bằng lại áp lực khi lấy đất lên. Tiếp theo làm sạch cặn lắng (bùn lắng và đất đá rời) rơi dưới đáy lỗ, đảm bảo sự tiếp xúc trực tiếp của mũi cọc bê tông sau này vào vùng đất nền chịu lực tốt, tăng sức kháng mũi của cọc. Sau đó tiến hành đổ bê tông hay bê tông cốt thép bằng phương pháp đổ bê tông dưới nước, nghĩa là đổ bê tông liên tục từ dưới đáy lỗ lên, không cho bê tông mới đổ tiếp xúc trực tiếp với dung dịch giữ thành (ống dẫn bê tông luôn nằm trong lòng khối bê tông vừa đổ, để bê tông ra khỏi ống dẫn không trực tiếp tiếp xúc với dung dịch), bê tông đùn dần lên chiếm chỗ của dung dịch giữ thành, đẩy đung dịch này trào ra ngoài miệng lỗ. Sau cùng, khi bê tông cọc đã ninh kết, đóng rắn và đạt một cường độ nhất định, tiến hành đào hở phần đỉnh cọc và phá bỏ phần đỉnh cọc này - thường là phần bê tông chất lượng kém do lẫn với dung dịch giữ thành khi bắt đầu đổ bê tông và được đẩy dần lên đỉnh cọc trong quá trình đổ bê tông.
Tóm lại phương pháp công nghệ là dùng dung dịch giữ thành hố đào thế chỗ cho đất nền tại vị trí lỗ cọc rồi lại thay dung dịch này bằng vữa bê tông.
Tuy vậy có nhiều phương pháp tạo lỗ cọc khác nhau, nên cũng có nhiều công nghệ thi công cọc nhồi bê tông khác nhau, theo từng phương pháp tạo lỗ.

### Công nghệ thi công dùng ống vách (casing) giữ thành toàn bộ hố đào
Công nghệ này chỉ khác công nghệ thi công dùng dung dịch ở chỗ: tạo lỗ đến đâu thì phải hạ đồng thời hệ thống ống vách (bằng bê tông hay bằng thép), bao xung quanh thành hố đào, đến độ sâu đó. Sau khi khoan hay đào xong hố đào, thì toàn bộ độ sâu hố được bao bởi ống vách (còn gọi là "casing"), tạo thành lớp vỏ khuôn đúc bê tông vững chắc để đúc cọc nhồi. Trong hố khoan (đào) cọc nhồi, khi lấy đất lên, có thể là có nước ngầm chiếm chỗ, mà hoàn toàn không cần có bentonite.

## Các phương pháp công nghệ tạo lỗ cọc nhồi bê tông
- Tạo lỗ cọc bằng cách đào thủ công
- Tạo lỗ cọc bằng thiết bị khoan guồng xoắn và hệ guồng xoắn (tạo cọc khoan nhồi, tường vây Diaphragm wall)
- Tạo lỗ cọc bằng thiết bị khoan thùng đào (tạo cọc khoan nhồi)
- Tạo lỗ cọc bằng thiết bị đào gầu tròn (tạo cọc nhồi tròn)
- Tạo lỗ bằng thiết bị đào gầu dẹt cơ cấu điều khiển bằng thủy lực hay cáp (tạo cọc Barrette, tường vây[1] Diaphragm wall)
- Tạo lỗ bằng máy khoan cọc nhồi kiểu bơm phản tuần hoàn
- Tạo lỗ bằng phương pháp xói nước bơm phản tuần hoàn

### Tạo lỗ theo phương pháp bơm phản tuần hoàn
Đây là phương pháp tạo lỗ đặc biệt, khác với kiểu thông thường vốn lấy đất lên trực tiếp bằng thiết bị khoan hay đào và tuần tự sau mỗi lần khoan đào. Ở phương pháp bơm phản tuần hoàn việc tách đất hố đào ra khỏi nền đất, và việc lấy đất từ dưới hố lên được thực hiện đồng thời nhưng do hai bộ phận thiết bị khác nhau thực hiện: việc tách đất nền và làm tơi nhỏ đất mùm khoan thành bùn có thể thực hiện bằng các phương pháp xói rửa, khoan hay đào, còn việc lấy đất mùn khoan được thực hiện bằng hệ thống bơm hút công suất lớn. Hệ thống bơm này hút toàn bộ đất mùn khoan đã được hòa với dung dịch bentonite (dung dịch giữ thành hố đào) thành bùn lỏng, theo đường ống (trong phương pháp khoan, hệ đường ống này chính là cần khoan) đưa lên mặt đất trên miệng hố đào. Trong phương pháp này dung dịch bentonite chứa đựng trong lòng nó một lượng đất rất lớn lấy từ hố đào lên, nên khó có thể dùng lại như kiểu tạo lỗ thông thường, do đó mới gọi phương pháp tạo lỗ đặc biệt này là phản tuần hoàn hay tuần hoàn ngược. Ở kiểu thông thường dung dịch bentonite ra khỏi hố đào chỉ chứa lượng đất cát ít hơn rất nhiều, do phần lớn đất đã được vét lên riêng rẽ rồi, nên được thu hồi lại, rồi được xử lý lọc cát sạn, sau đó lại được bơm trở lại hố đào để tiếp tục dùng lại vài lần, tạo ra một vòng tuần hoàn dung dịch bentonite.

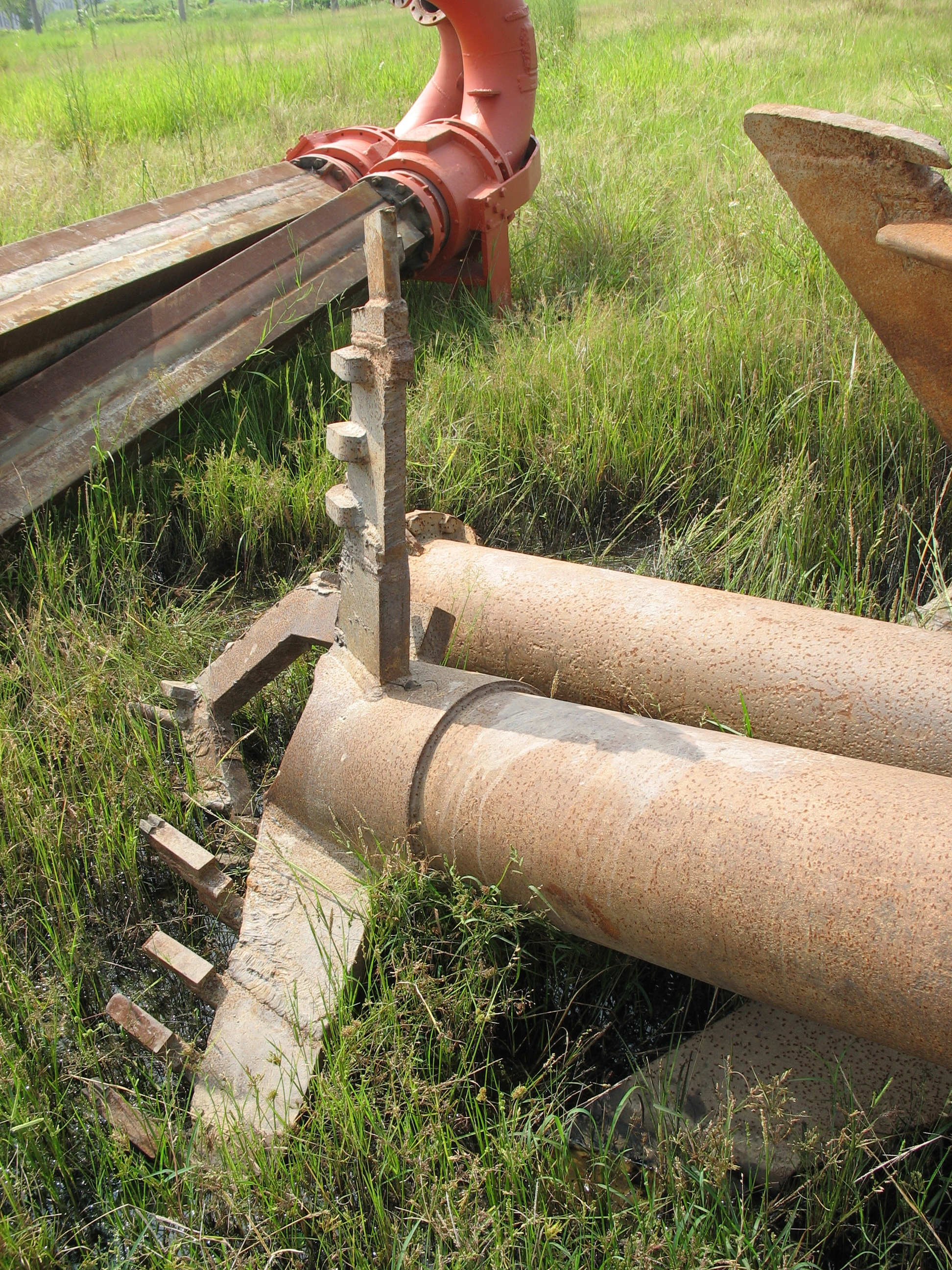
Lưỡi cắt dạng chân vịt của máy khoan cọc nhồi kiểu bơm phản tuần hoàn.
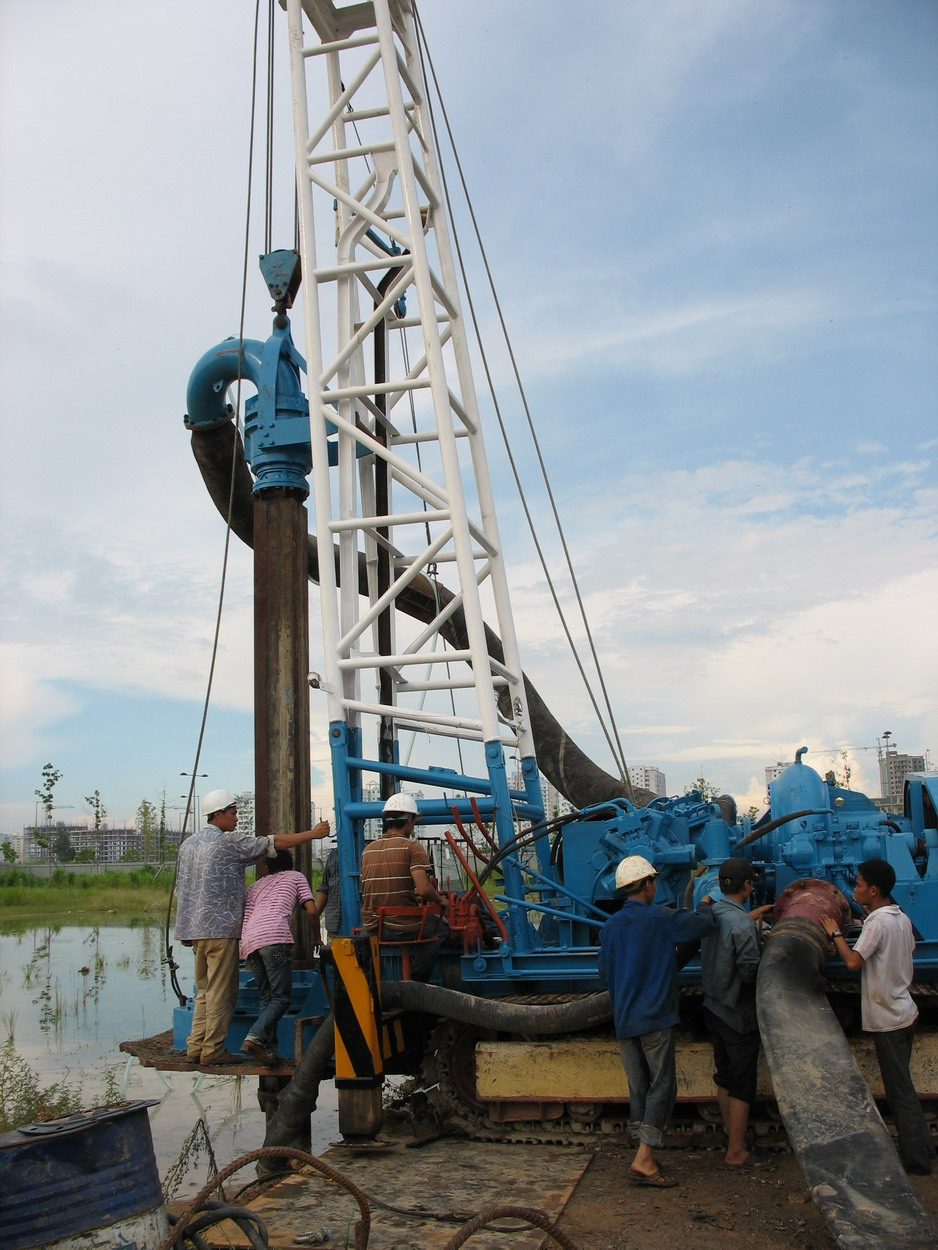
Máy khoan cọc nhồi kiểu bơm phản tuần hoàn.

## Thiết bị tạo lỗ
- Máy khoan cọc nhồi
- Máy đào gầu tròn

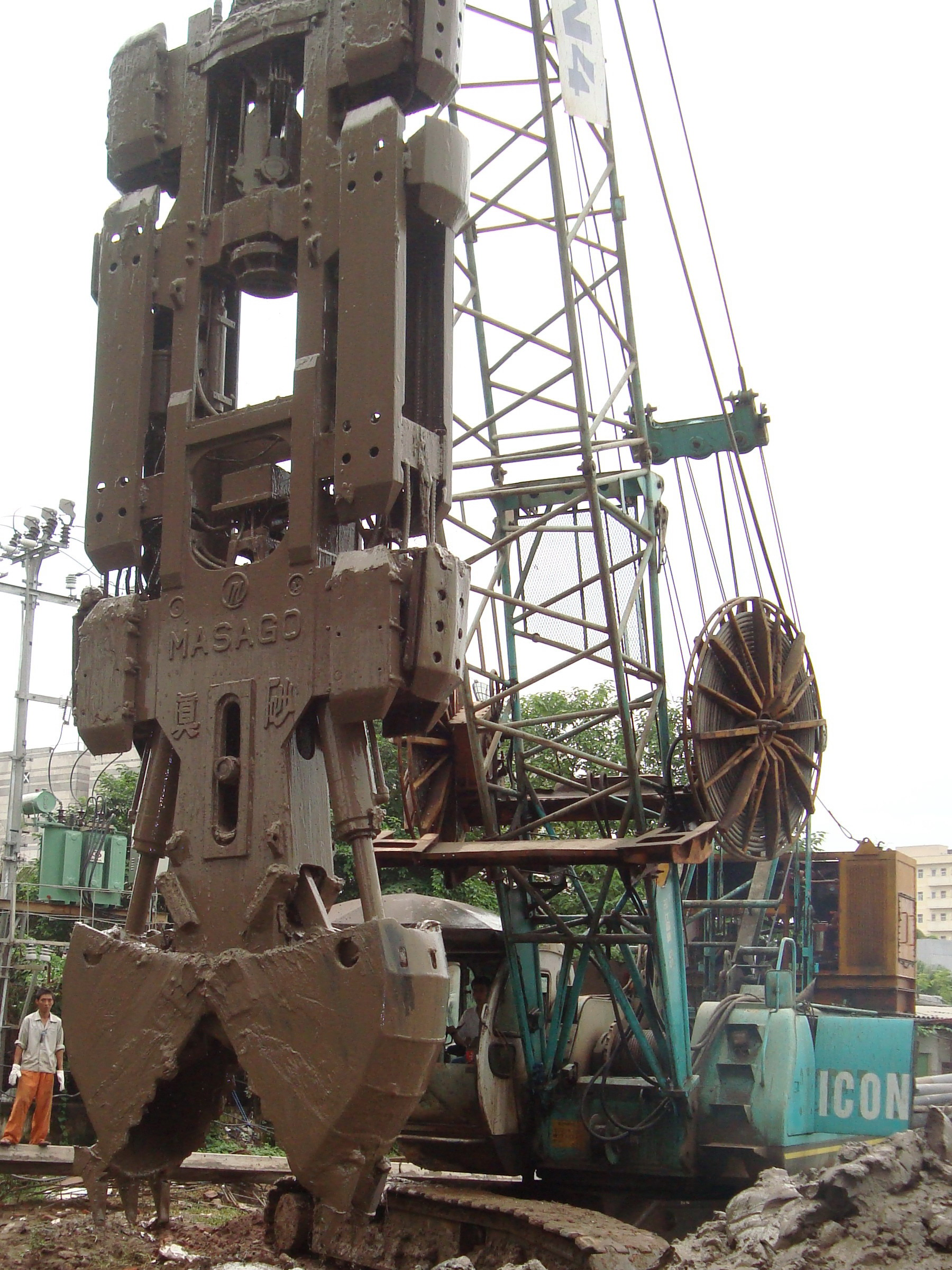
Máy đào cọc barrette sử dụng cơ cấu gầu đào thủy lực

- Máy khoan, cọc barrette hay cọc nhồi xi măng đất, dạng dàn guồng xoắn
- Máy đào cọc Barrette

## Một số hình ảnh thi công cọc nhồi

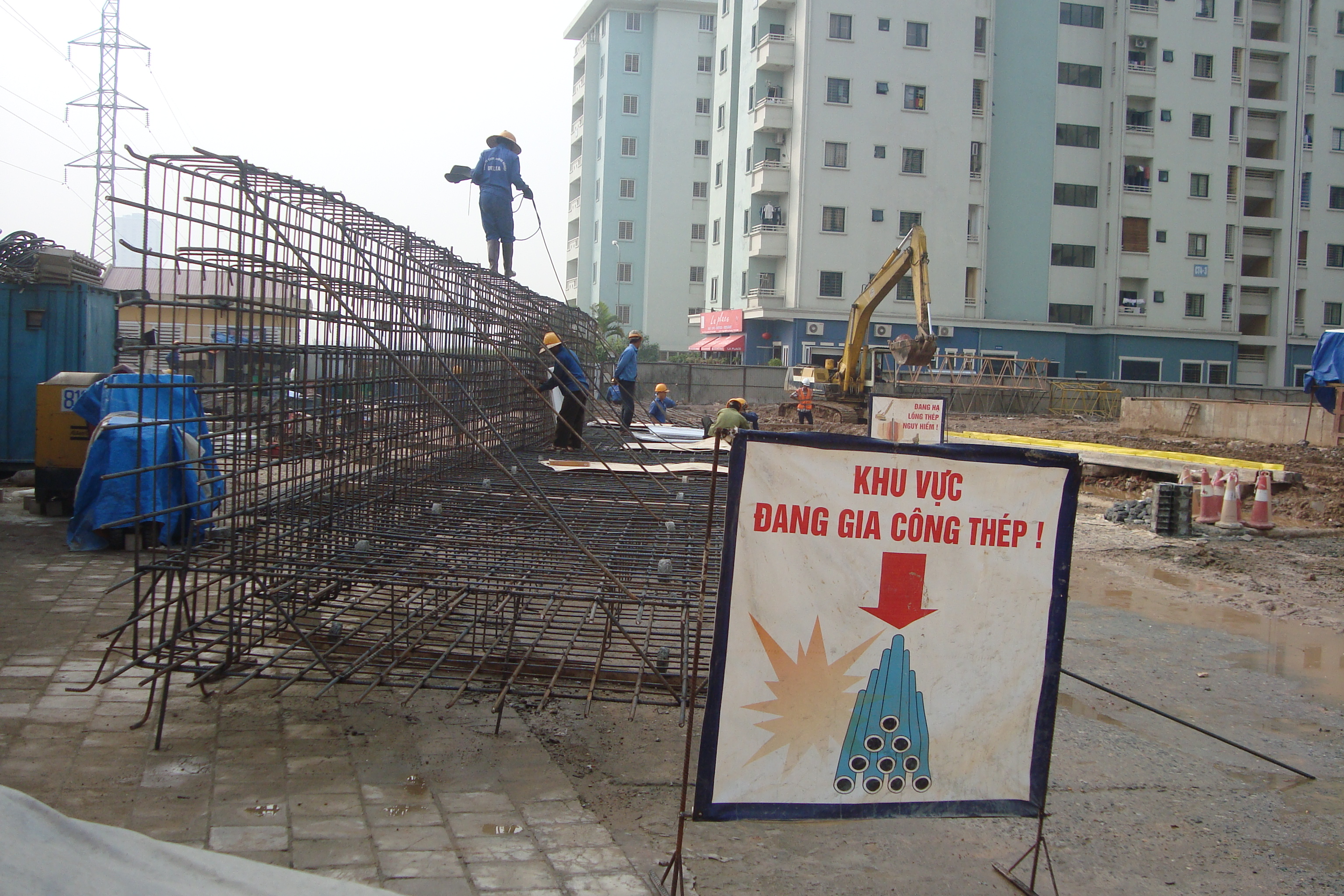
Gia công và lắp buộc lồng thép cọc barrette tiết diện chữ L, làm góc tường vây tầng hầm.
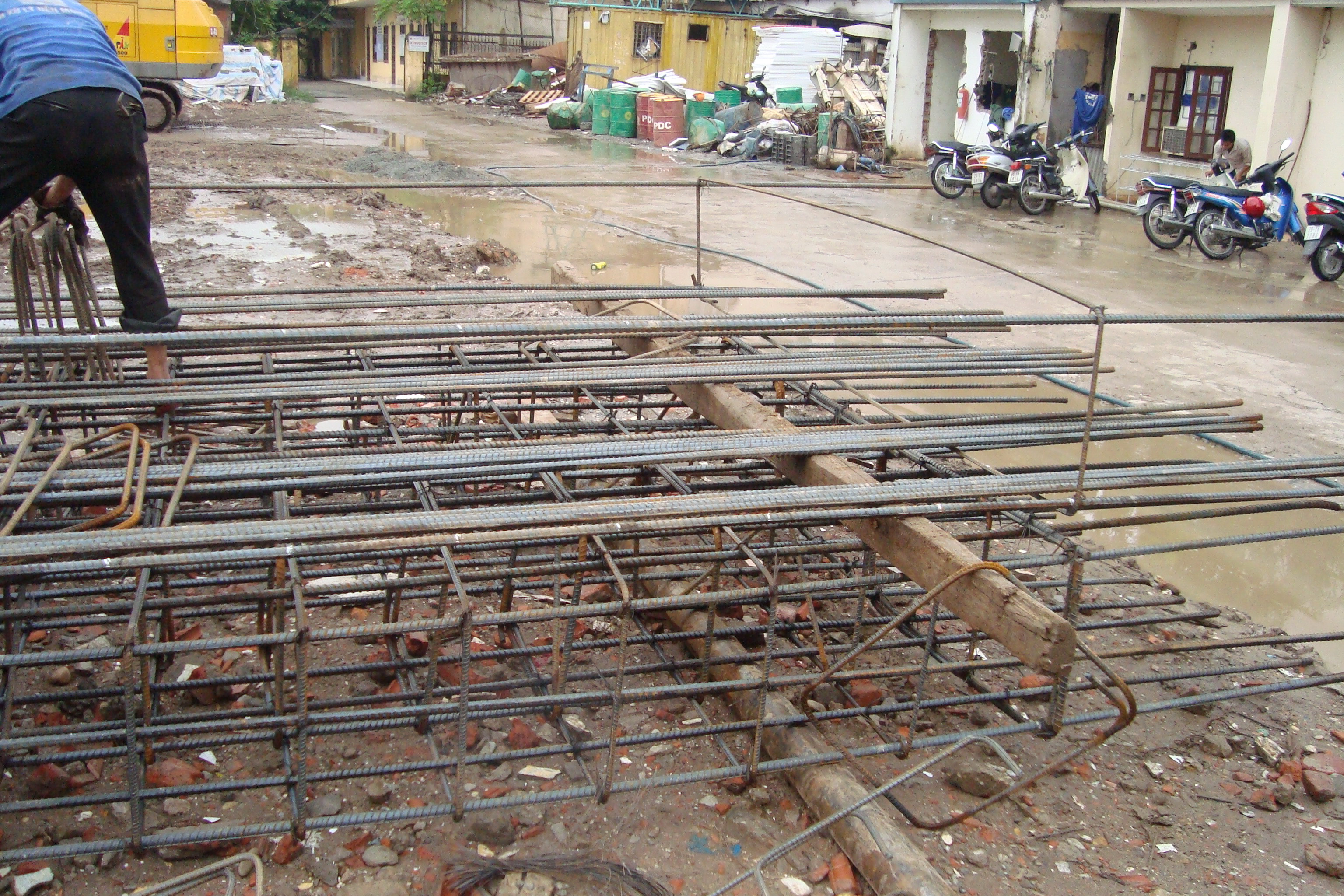
Gia công và lắp buộc lồng thép cọc barrette tiết diện 2,8m×0,6m, làm tường vây tầng hầm.
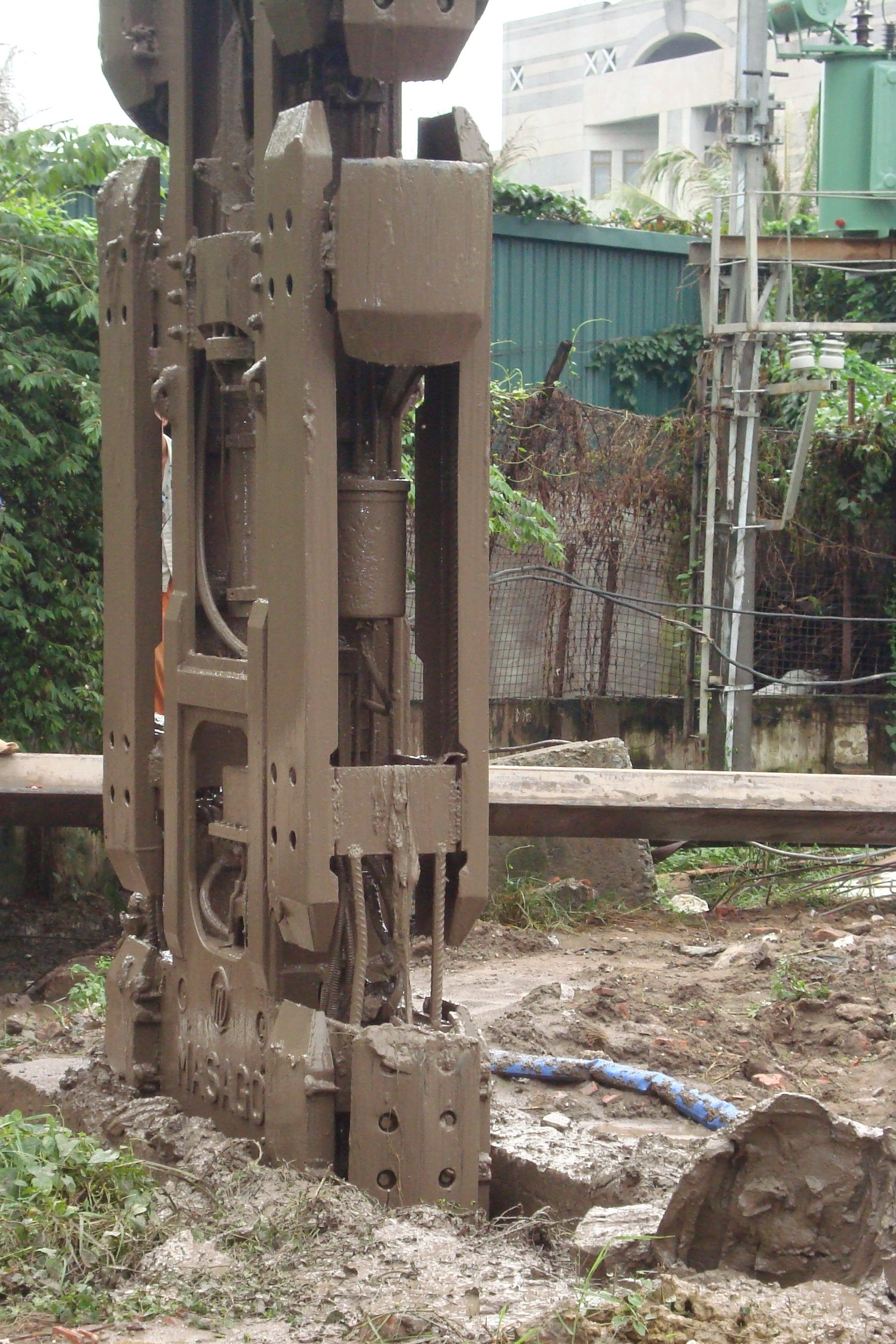
Hạ gầu đào cọc Barrette xuống hố đào chứa đầy dung dịch Bentonite (cọc đang được đào) nằm giữa hai hàng tường dẫn bê tông.
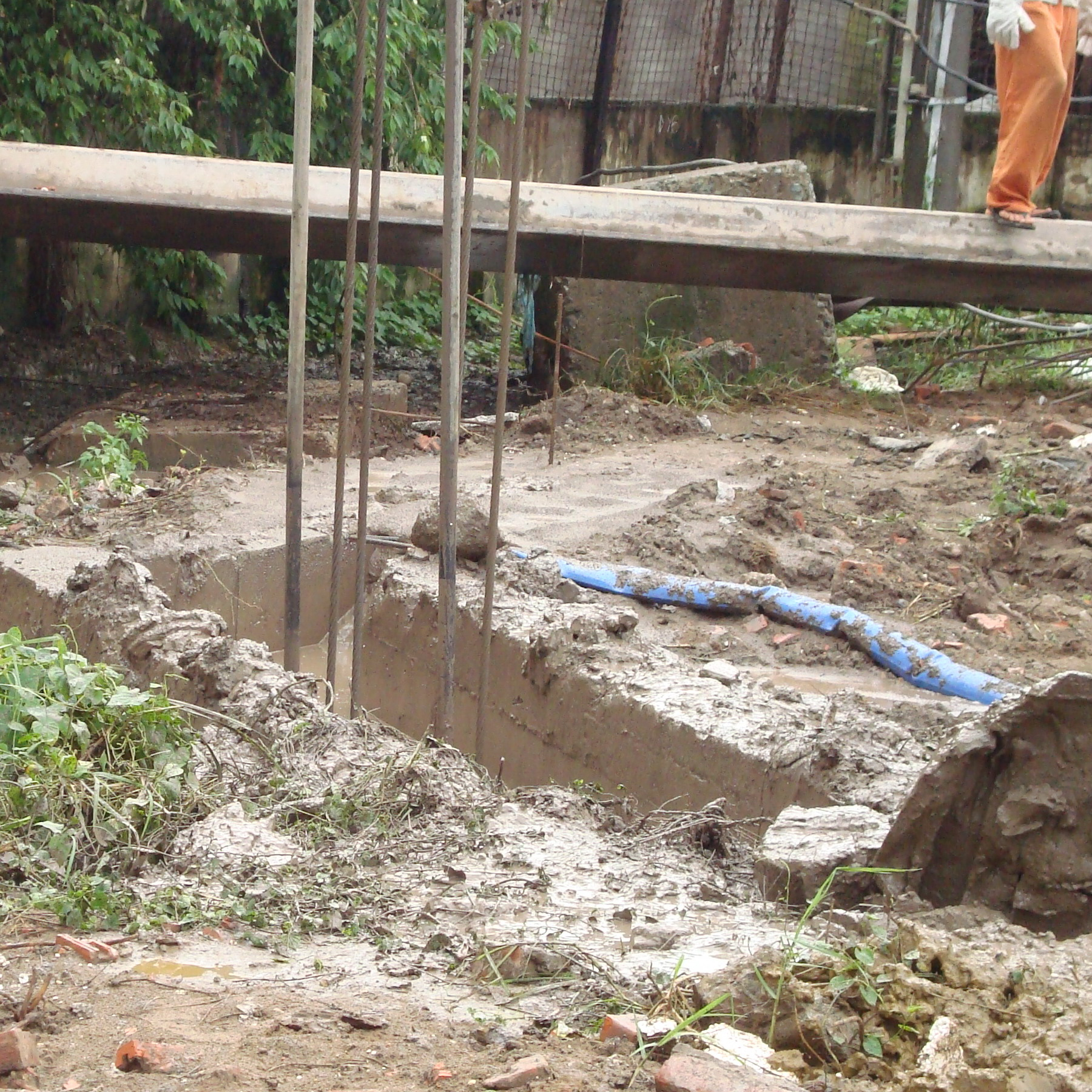
Hố đào cọc barrette khi gầu đào đang đào đất dưới đáy hố, dung dịch Bentonite được bơm bù liên tục xuống hố, phía trên hố là hai đường ống dẫn dầu cho kích thủy lực của gầu đào và 4 cáp treo gầu.
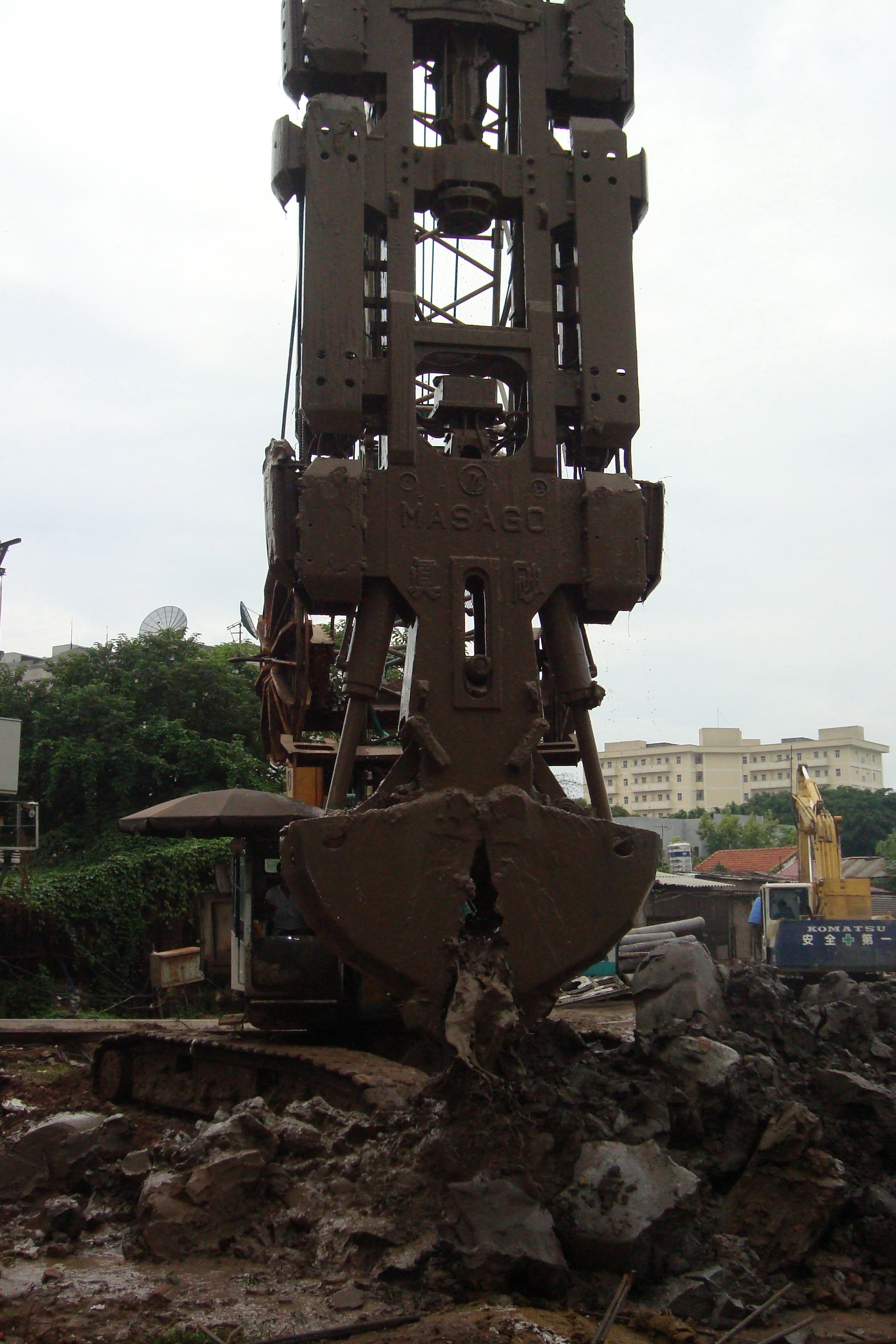
Gầu đào chứa đầy đất được nâng lên khỏi hố đào cọc barrette.
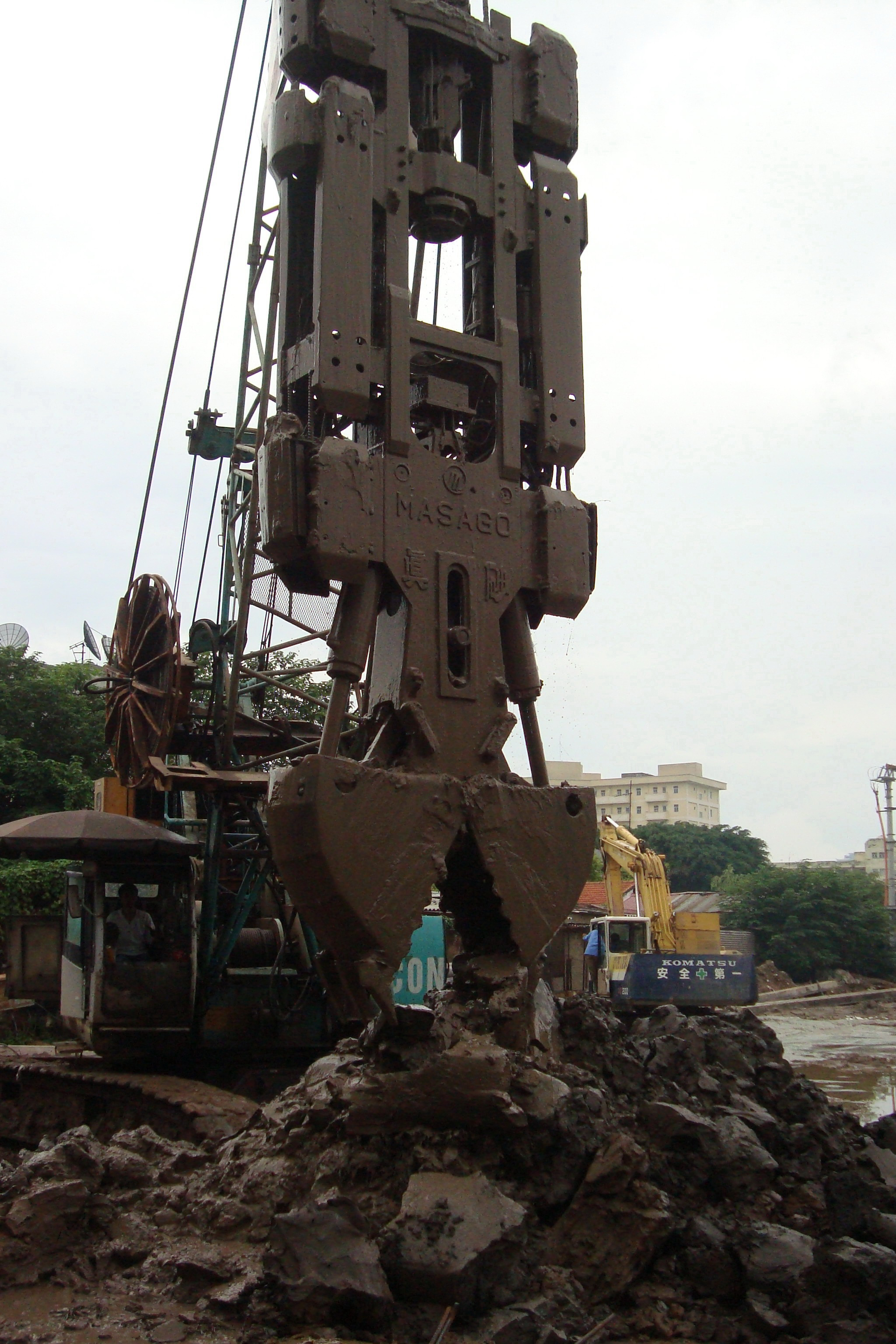
Xả đất đào chứa trong gầu đào, được lấy từ hố đào cọc barrette, lên bờ.
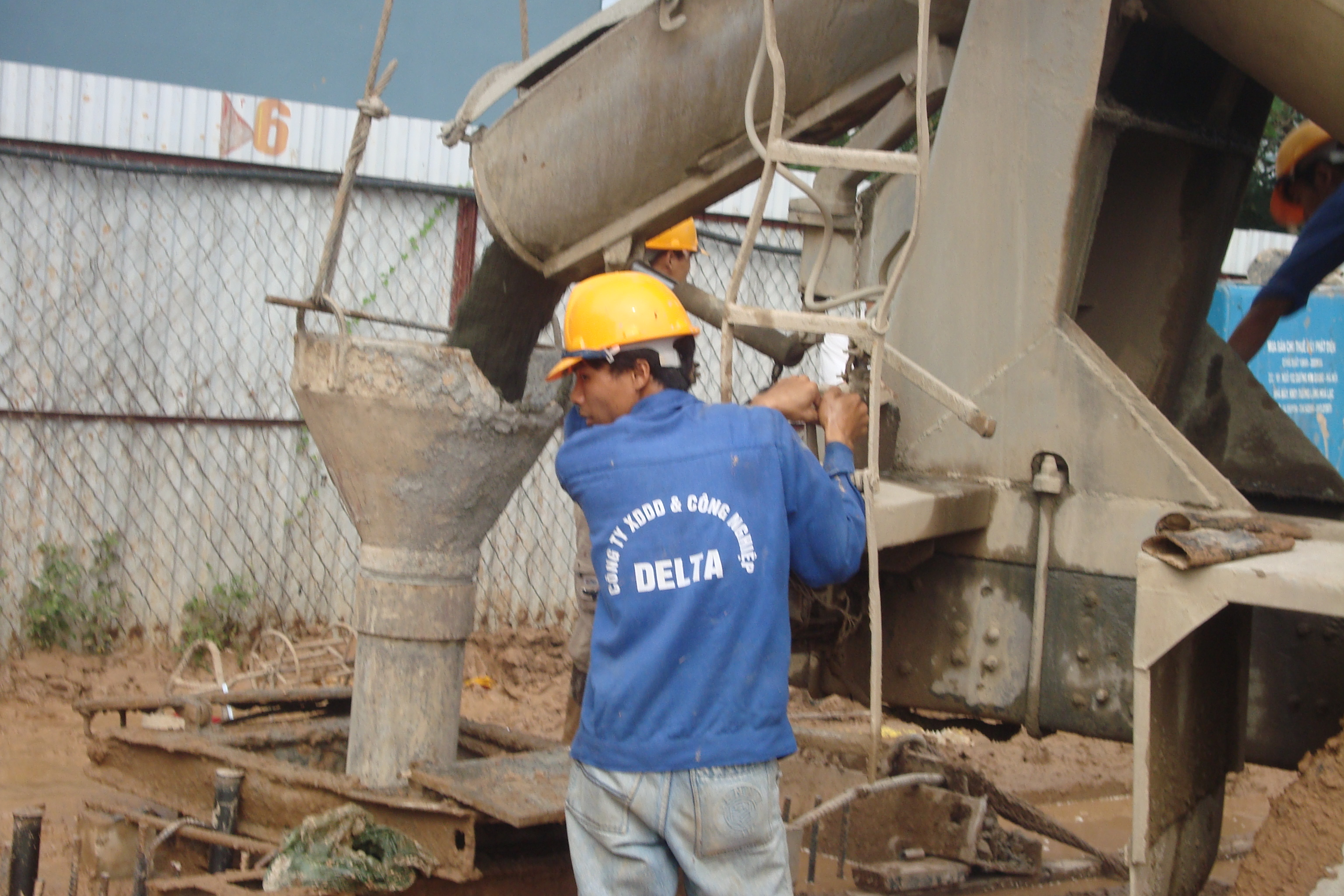
Đổ bê tông cọc barrette làm tường vây.
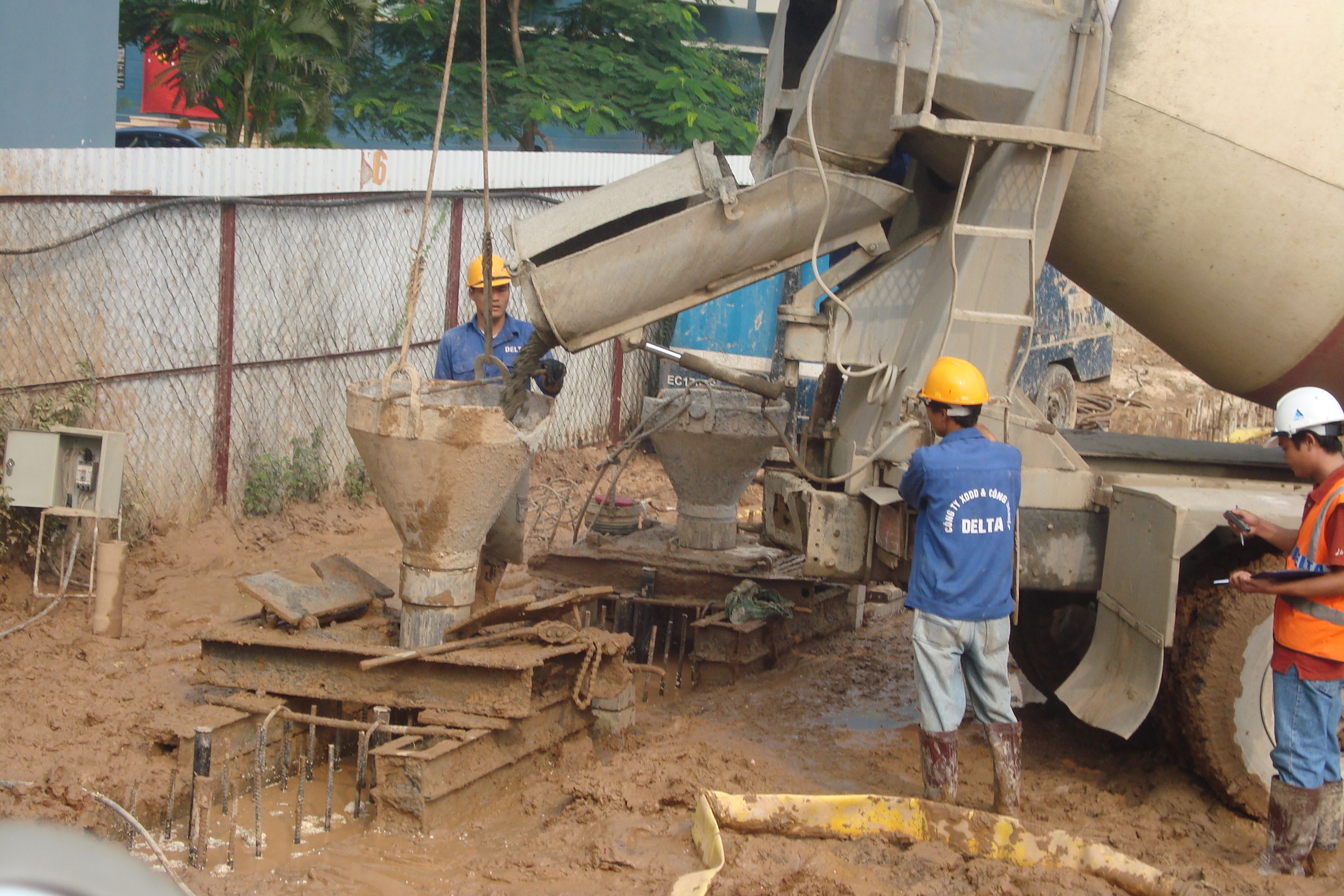
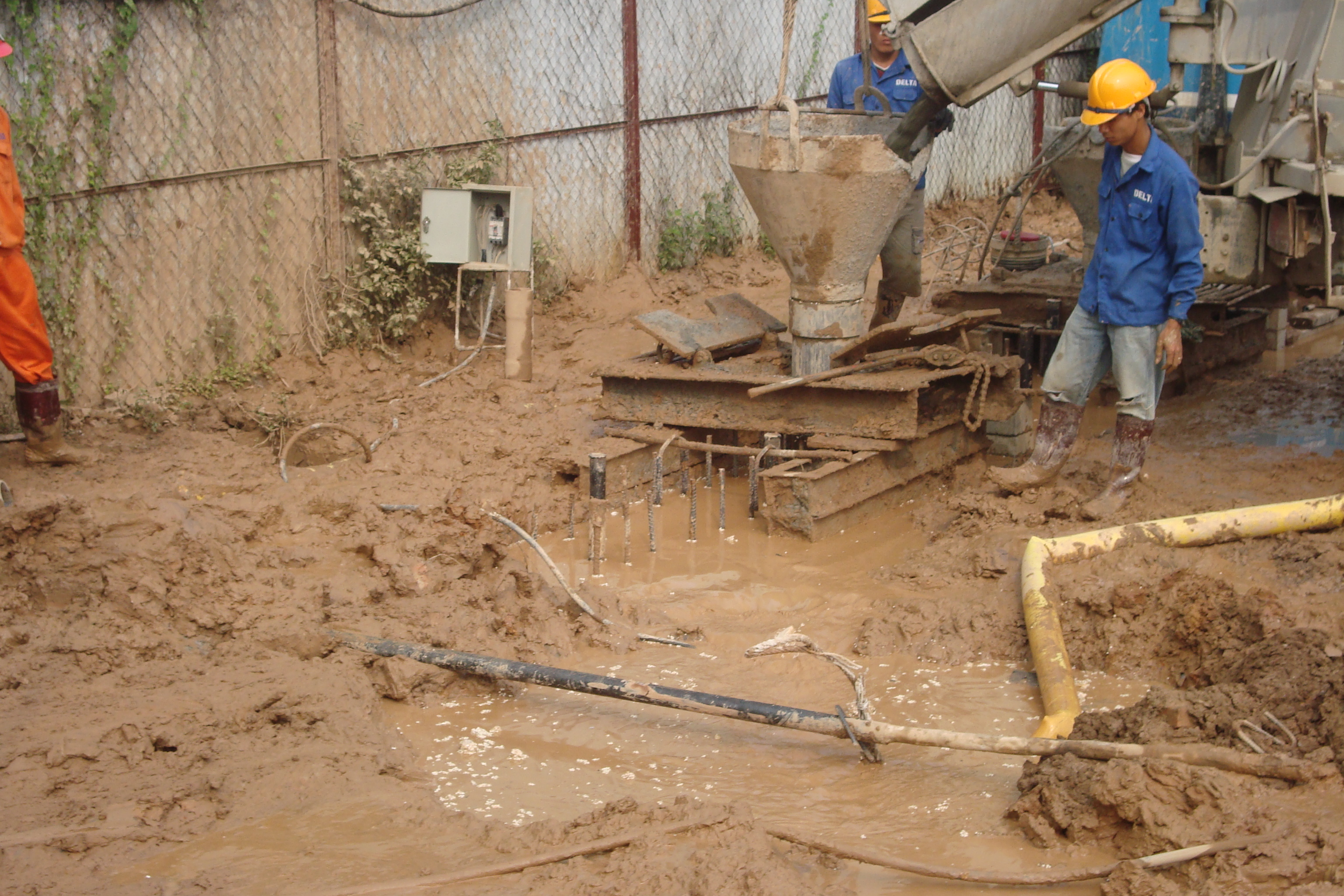
Đổ bê tông và thu hồi Bentonite.
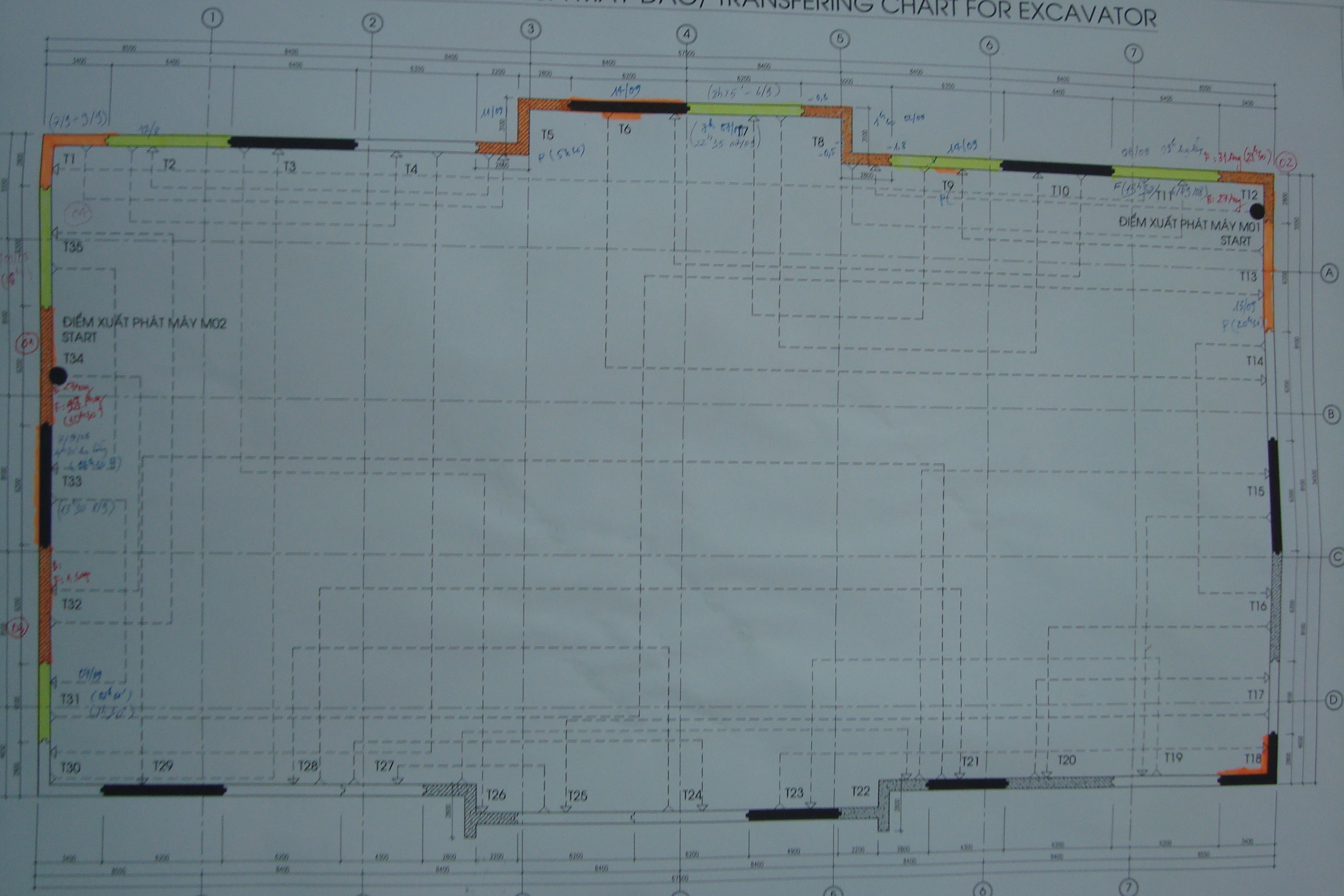
Bản vẽ mặt bằng tường vây phần ngầm của một công trình thi công bằng công nghệ top-down.

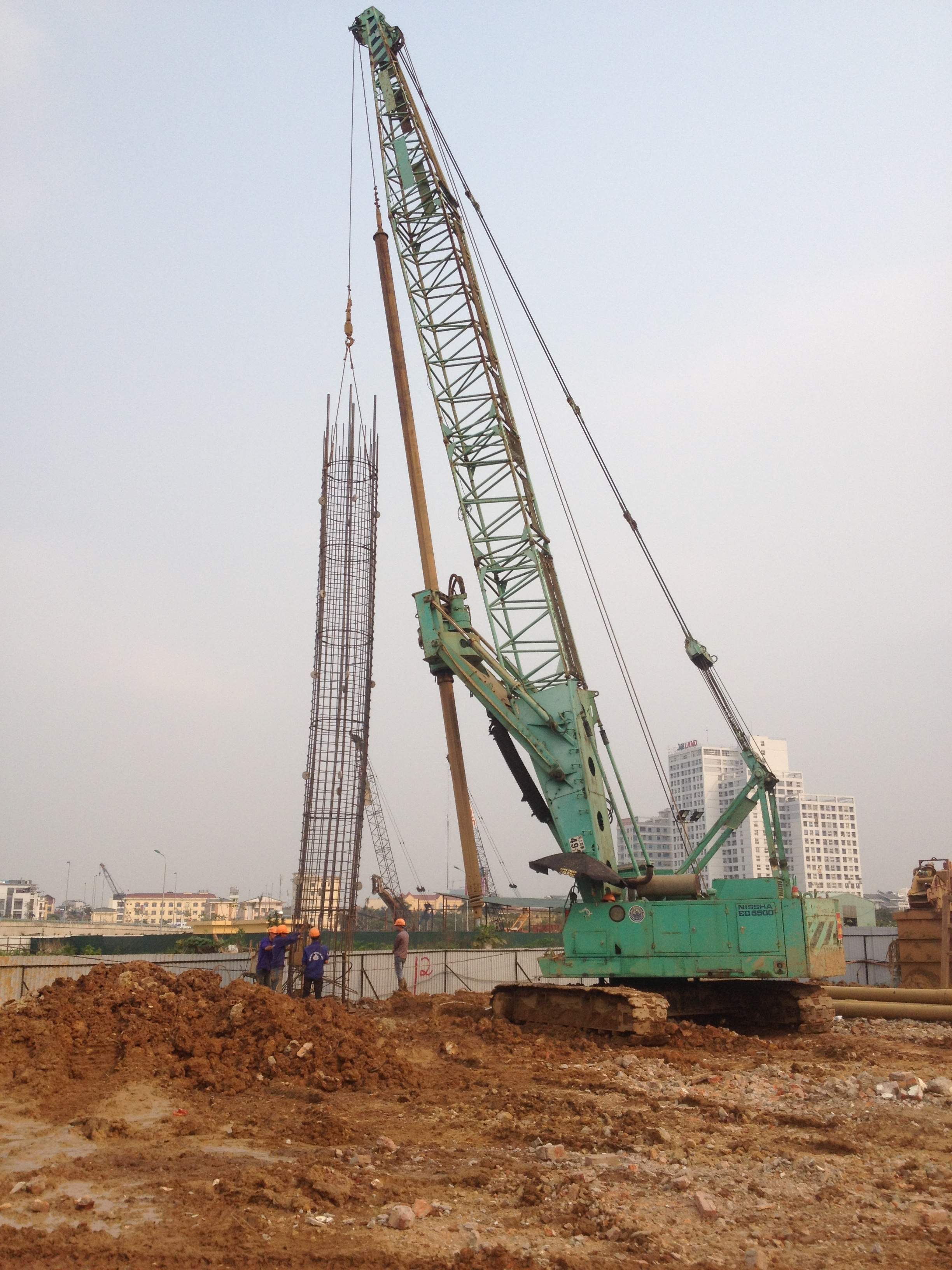
Hạ lồng thép cọc D1500

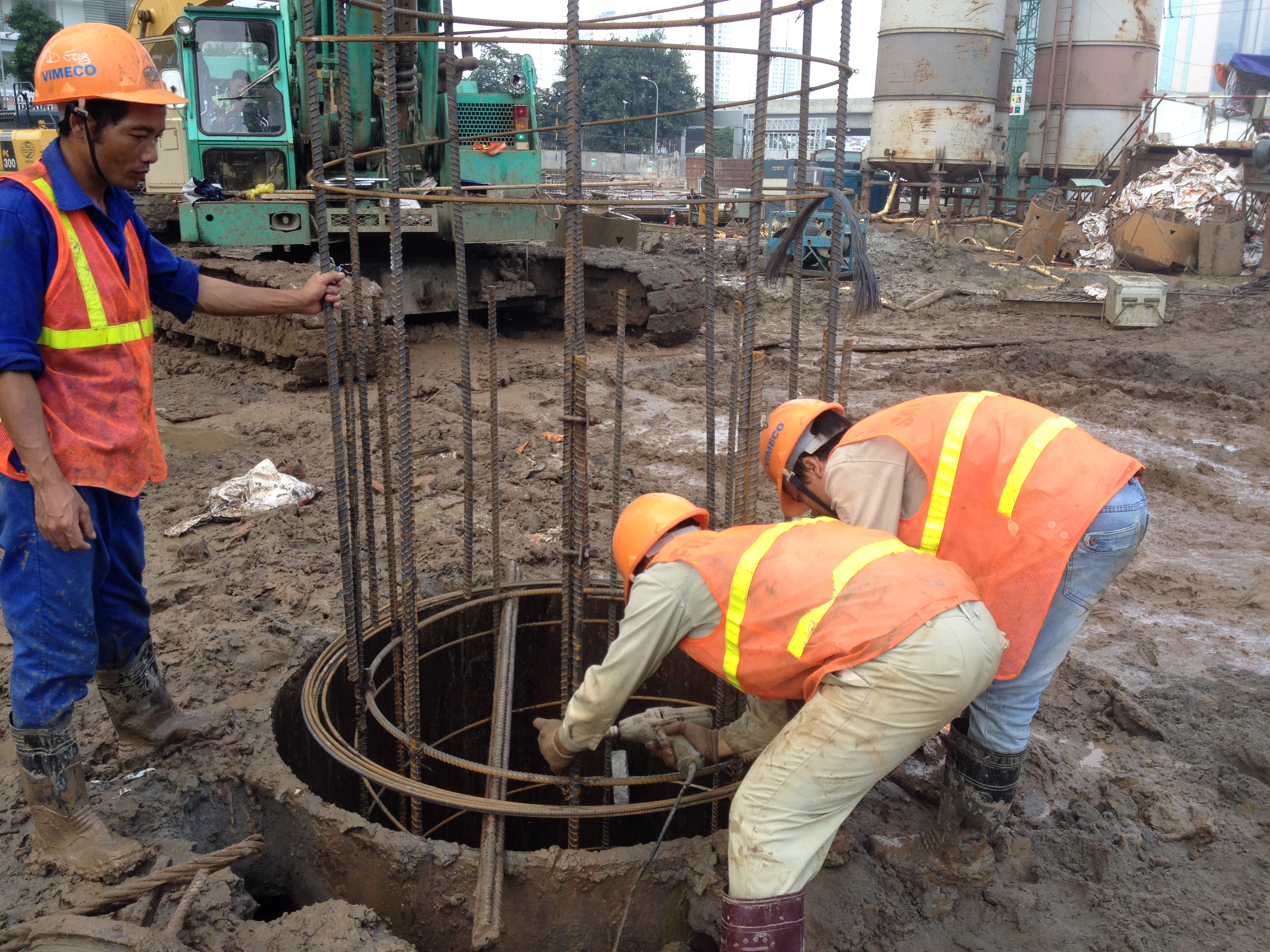